# Jishui

Lage von Jishui (rot) im Verwaltungsgebiet von Ji’an (gelb) in Jiangxi

Der Kreis Jishui (chinesisch 吉水县, Pinyin Jíshuǐ Xiàn) ist ein Kreis, der zum Verwaltungsgebiet der bezirksfreien Stadt Ji’an im Zentrum der chinesischen Provinz Jiangxi gehört. Er hat eine Fläche von 2.506 km² und zählt 501.337 Einwohner (Stand: Zensus 2010). Sein Hauptort ist die Großgemeinde Wenfeng (文峰镇).

## Administrative Gliederung
Auf Gemeindeebene setzt sich der Kreis aus fünfzehn Großgemeinden und drei Gemeinden zusammen. 